# FK Tachov
Fotbalový klub Tachov, viết tắt là FK Tachov, là một câu lạc bộ bóng đá chuyên nghiệp của Séc, nằm tại thị trấn Tachov trong vùng Plzeň. Câu lạc bộ này hiện đang chơi ở Bohemian Football League, là cấp độ thứ ba của cuộc thi bóng đá trong nước.
Năm 2009, Tachov đã đi đến vòng 2 2009–10 Czech Cup, tại đây họ để thua 1. FC Karlovy Vary, 16–15 trong loạt sút luân lưu. Câu lạc bộ đã lập kỷ lục số khán giả tham dự vào tháng 9 năm 2015, khi 2850 khán giả đã theo dõi trận đấu ở vòng ba Czech Cup với Viktoria Plzeň, trận đấu kết thúc với tỷ số 2–0 nghiêng về Viktoria Plzeň.